# Pas de vacances pour Monsieur le Maire
Pour plus de détails, voir Fiche technique et Distribution.
Pas de vacances pour Monsieur le Maire est un film français réalisé par Maurice Labro, sorti en 1951.

## Synopsis
Pour sauver de la faillite le cabaret de son oncle Joachim, Annie accepte, non sans réticences, d'épouser Adolphe, l'associé de son oncle. Le chanteur Philippe vient à passer par là et aussitôt Annie en tombe amoureuse. Après un quiproquo faisant croire qu'il a une maîtresse, Philippe, grâce à l'aide de ses amis Beaudubec et Tracassin, parvient à prouver à la jeune fille qu'il est bien le garçon dont elle rêve.

## Fiche technique
- Titre : Pas de vacances pour Monsieur le Maire
- Réalisation : Maurice Labro, assisté de Claude Boissol
- Scénario : Christian Duvaleix, Jacques Emmanuel
- Adaptation, dialogues : Claude Boissol, Jacques Emmanuel
- Décors : René Moulaert, assisté de François Sune
- Costumes : Marie Ange
- Photographie : Jean Lehérissey
- Opérateur : Léon Bellet
- Musique : Paul Durand
- Chansons : Roger Lucchesi, Henri Contet, Jacques Plante, André Tabet
- Montage : Robert et Monique Isnardon
- Son : Raymond Gauguier
- Maquillage : Serge Groffe
- Photographe de plateau : Henri Thibault
- Script-girl : Odette Lemarchand
- Régisseur général : Ernest Muller
- Tournage : du 11 juin au 26 juillet 1951 aux Studios Photosonor, extérieurs à Courbevoie
- Production : Jason Films - Latino Consortium Cinéma - Lux Compagnie cinématographique de France
- Chef de production : Suzanne Goosens
- Directeur de production : Hubert d'Achon
- Distribution : Compagnie Européenne de Films/ en 16 mm : CFR
- Pays de production :  France
- Format : Noir et blanc — 35 mm — 1,37:1 — Son mono
- Genre : Comédie
- Durée : 87 minutes
- Date de sortie : France - 4 novembre 1951

## Distribution
- Louis de Funès : Le conseiller
- André Claveau : Philippe Lebon, le chanteur
- Grégoire Aslan : Mr Beaudubec
- Albert Duvaleix : Le maire
- Jacques Emmanuel : Adolphe
- Fernande Montel : La Maharanée
- Sylvie Pelayo : Annie
- Fred Pasquali : Tracassin
- Noël Roquevert : L'oncle Joachim
- Jo Charrier : Le photographe
- Emmanuel Cheval : Le portier
- Dario Moreno : Le maharadjah
- André Numès Fils : Le greffier
- Georgette Anys : Une créancière
- Constance Thierry : La suivante de la Maharanée
- Michèle Monty : La secrétaire
- Jacques Hilling : Le médecin
- Fernand René : Un créancier
- Palmyre Levasseur : Une créancière
- François Joux : Le maître d'hôtel
- Julien Maffre : Un serviteur
- René Worms : Un soupeur
- Yette Lucas : Une cliente du docteur
- Paul Mercey
- Marcelle Féry
- Léonce
- Les Peters Sisters: Les femmes de ménage
- Les Bluebell Girls : dans leur propre rôle
- Le chien Gangster